# Црни смрчак
Црни смрчак (Morchella elata = Morchella conica = Morchella delicioza) је гљива угрожена климатским условима, нестајањем станишта и претераним сакупљањем.

## Опис гљиве
Тиипчан је пример групе гљива Ascomyceta – гљиве чије споре сазревају у врећицастим творевинама које се зову аскуси, одакле бивају избачени  у спољну средину. Различитих су облика: смрчци су у облику шубаре, тартуфи подземне кртоле, а највише их има у виду чинијице.

### Плодно тело
Плодно тело чини шешир облика мање или више издужене шубаре, високе око 8 цм , од маслинасте до смеђе боје, ретко светлије, наслоњен на дршку, понекад са уочљивим верткалним ребрима: алвеоле су често светлије боје од стерилне ивице. 
Дршка порасте до 10x4 цм, гранулирана је, углавном шупља, у почетку крем боје, касније тамнија.

### Микроскопија
Споре su елиптичног облика, величине 18x30x10–18 µм у  маси крем боје. Аскуси су издужени са 8 спора, парафизе цилиндричне, септиране, понекад разгранате при врху.

### Месо
Месо је еластично, сивкасто, пријатног мириса и непходна је термичка обрада. Вода у којој су се кувале гљиве десетак минута није за даљу употребу.

### Станиште
Расте у пролеће, најчешће по ивицама планинских шума.

### Јестивост
Укусна је јестива гљива. Неопходно ју је термички обрадити пре јела.

## Коментар
Ова гљива има широк ареал распрострањења и показује веома висок степен фанотипске пластичности. Плодна тела значајно варирају по боји, облику, изражености вертикалних ребара, као и месту појављивања, али шешир готово увек има купаст облик.